# Святой Прокл
«Святой Прокл Болонский» (итал. San Procolo) — одна из трех небольших мраморных статуй, созданных Микеланджело ок. 1494 −1495 гг. для гробницы Святого Доминика в одноименной базилике в Болонье[а].

## Описание

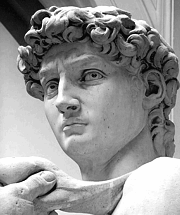
Микеланджело. «Давид» (фрагмент)

Статуя изображает Прокла Болонского, итальянского воина-святого, который был казнен римским императором Диоклетианом в Болонье.
Фигура Прокла собранна, полна протеста, а выражение лица напоминает значительно более поздние скульптуры Микеланджело — «Давида», «Моисея», «Брута». Правая рука юноши словно передает готовность к действию, а левая придерживает длинный плащ. Левая нога выставлена вперёд, и вся тяжесть опирается на правую. Прокл одет в короткую подпоясанную тунику.
В композиции четко прослеживается контрапост, характерный для дальнейших работ Микеланджело.
По словам Виктора Лазарева, в ранних произведениях скульптора для гробницы Святого Доминика — «Ангел с канделябром», «Петроний» и «Прокл» — чувствуется влияние работ Якопо делла Кверча. По Либману, уже в этих статуях просматривается образ «героически прекрасного человека».
По мнению Фрица Эрпеля, эта скульптура может считаться ранним автопортретом художника, хотя это мнения не разделяет Эрик Шильяно. Последний считает, что если это и можно считать автопортретом, то художник изобразил себя как «…сердитого юношу, готового смести со своего пути любые препятствия».

## Образ в искусстве
Эта скульптура упоминается в биографическом романе Карела Шульца «Камень и боль» (1943):
(...) Святой Прокл (...) скинул плащ, чтобы палачу легче было совершить своё дело, и, вступив на путь, ведущий к небесам, принял мученический венец с сияющим ликом...
В биографическом романе «Муки и радости» (1961) Ирвинг Стоун, говоря о статуе «Прокл», отметил, что из всех ранних работ Микеланджело только она «содержала что-то первобытное в себе».